# Yach Film 2012
21. Festiwal Polskich Wideoklipów Yach Film 2012 - festiwal odbył się w dniach 1-2 września 2012 roku.
Z powodu problemów z pozyskaniem sponsorów przyznano nagrody w czterech kategoriach, w tym po raz pierwszy nagrodę internautów CyberYacha. W skład jury weszli Yach Paszkiewicz, Yach Jr Paszkiewicz, Larry "Okey" Ugwu, Liroy, Piotr Metz, Robert Marko, Krzysztof Baliński, Michał Starost, Robert Leszczyński, Balbina Bruszewska oraz Paweł Sito.

## Debiut reżyserski
Opracowano na podstawie materiału źródłowego.
- lilaveneda - "Stara baśń" - Realizacja: Jaromira Dziewica

## Animacja
Opracowano na podstawie materiału źródłowego.
- Czesław Śpiewa - "Pożegnanie małego wojownika" - Realizacja: Zuzanna Szyszach

## Grand Prix
Opracowano na podstawie materiału źródłowego.
- Jamal - "Defto" - Realizacja: Krzysztof Skonieczny

## CyberYach
Opracowano na podstawie materiału źródłowego.
- Pezet - "Supergirl" - Realizacja: Florian Malach